# 10ns Premis del Cinema Europeu
Els 10ns Premis del Cinema Europeu, presentats per l'Acadèmia del Cinema Europeu, van reconèixer l'excel·lència del cinema europeu. La cerimònia va tenir lloc el 7 de desembre de 1997 a l'edifici de la terminal de l'Aeroport de Berlín-Tempelhof als districtes de Tempelhof-Schöneberg i Neukölln Berlín, que estava a punt de tancar-se. La mestra de cerimònies de la cerimònia va ser Tania Bryer, presentadora de la televisió britànica, amb l'actuació de l'actriu i cantant alemanya Jasmin Tabatabai.
Després que Wim Wenders va assumir la presidència de l'EFA de mans d'Ingmar Bergman el 1996 i el productor de cinema britànic Nik Powell es va convertir en el president executiu, es van produir canvis profunds en relació amb el premi de cinema europeu. L'assemblea general de l'acadèmia va decidir ampliar el nombre de socis suprimint el límit anterior de 99 persones. El 1997 també van trencar amb el sistema de nominacions i premis del jurat, i d'ara endavant les nominacions i la selecció dels guanyadors es van confiar als membres de l'Acadèmia de Cinema, en la línia dels Oscars estatunidencs. Finalment van trencar amb el nom de l'antic Premi Félix, i l'antiga estatueta homònima va ser substituïda per un trofeu amb forma de dona, i el terme "europeu" es va fer destacat en el nom del premi.
A més, les nou categories anteriors van ser ampliades per l'acadèmia de cinema amb de noves:
- La millor pel·lícula nouvinguda europea de l'any va canviar el seu nom pel de millor descobriment europeu de l'any i va afegir el nom del director alemany Rainer Werner Fassbinder (Premi Fassbinder).
- Va augmentar en un el nombre de categories creatives premiant la cinematografia;
- Va presentar un premi especial per a aquells artistes que, com a creadors d'una pel·lícula europea amb una actuació destacada, van representar dignament la cinematografia del continent a l'avantguarda mundial;
- Implicant el públic en general en els premis, va fundar tres premis del públic a la millor pel·lícula europea i a la millor actriu i actor.[3]

A la selecció preliminar es van incloure 24 obres de 13 països. La millor pel·lícula europea de l'any, a més de la preferida del públic, és la comèdia britànica The Full Monty. El pacient anglès va rebre tres nominacions i va guanyar dos premis: Juliette Binoche a la millor actriu i John Seale a la millor fotografia. Jeanne Moreau va rebre el premi a la trajectòria. Segons la valoració de l'acadèmia, la millor aportació europea al cinema mundial va ser atorgada al txec-americà Miloš Forman amb la seva pel·lícula L'escàndol de Larry Flynt, mentre que la millor pel·lícula no europea va ser al drama japonès HANA-BI de Takeshi Kitano.

## Pel·lícules seleccionades
1. Airbag - director: Juanma Bajo Ulloa
2. Assassin(s) - director: Mathieu Kassovitz
3. Brat (Брат) (El germà) - director: Aleksei Balabànov
4. Capità Conan - director: Bertrand Tavernier
5. Career Girls director: Mike Leigh
6. Das Leben ist eine Baustelle - director: Wolfgang Becker
7. Funny Games - director: Michael Haneke
8. Gry uliczne - director: Krzysztof Krauze
9. Jenseits der Stille - director: Caroline Link
10. La treva - director: Francesco Rosi
11. El cinquè element - director: Luc Besson
12. Ma vie en rose dirigida per Alain Berliner
13. My Son the Fanatic dirigit per Udayan Prasad
14. Nil by Mouth - director: Gary Oldman
15. Post coitum animal triste - director: Brigitte Roüan
16. Rossini – oder die mörderische Frage, wer mit wem schlief - director: Helmut Dietl
17. Savršeni krug - director: Ademir Kenović
18. Sin querer - director: Ciro Cappellari
19. El pacient anglès - director: Anthony Minghella
20. The Pillow Book - director: Peter Greenaway
21. Tri istorii (Три истории) - director: Kira Muratova
22. Viatge al principi del món - director: Manoel de Oliveira
23. Welcome to Sarajevo! director: Michael Winterbottom
24. Witman fiúk - director: János Szász

## Guanyadors i nominats
Els guanyadors estan en fons groc i en negreta.

### Millor pel·lícula europea
| Títol             | Director(s)        | Productor(s)                          | País                 |
| ----------------- | ------------------ | ------------------------------------- | -------------------- |
| The Full Monty    | Peter Cattaneo     | Uberto Pasolini                       | Regne Unit           |
| Capità Conan      | Bertrand Tavernier | Yvon Crenn                            | França               |
| El cinquè element | Luc Besson         | Patrice Ledous                        | França               |
| Savrseni krug     | Ademir Kenović     | Sylvain Bursztejn Peter van Vogelpoel | Bòsnia i Hercegovina |
| El pacient anglès | Anthony Minghella  | Saul Zaentz                           | Regne Unit           |
| Vor               | Pàvel Txukhrai     | Nina Kolodkina                        | Rússia               |

### Millor actriu europea
| Receptor(s)      | Títol                     |
| ---------------- | ------------------------- |
| Juliette Binoche | El pacient anglès         |
| Katrin Cartlidge | Career Girls              |
| Brigitte Roüan   | Post coïtum animal triste |
| Emma Thompson    | El convidat d'hivern      |

### Millor actor europeu
| Receptor(s)       | Títol                                                     |
| ----------------- | --------------------------------------------------------- |
| Bob Hoskins       | Twenty Four Seven                                         |
| Mario Adorf       | Rossini – oder die mörderische Frage, wer mit wem schlief |
| Jerzy Stuhr       | Historie miłosne                                          |
| Philippe Torreton | Capità Conan                                              |

### Millor guió europeu
| Receptor(s)                           | Títol             |
| ------------------------------------- | ----------------- |
| Alain Berliner · Chris Vander Stappen | Ma vie en rose    |
| Ademir Kenović · Abdulah Sidran       | Savršeni krug     |
| Andrei Kurkov                         | Príatel Pokoinika |

### Millor fotografia
| Receptor(s)   | Títol             |
| ------------- | ----------------- |
| John Seale    | El pacient anglès |
| Ron Fortunato | Nil by Mouth      |
| Tibor Máthé   | Witman fiúk       |

### Millor documental
| Resultat                     | Títol                     | Director(s)                       | País    |
| ---------------------------- | ------------------------- | --------------------------------- | ------- |
| Documental Europeu Guanyador | Gigi, Monica... et Bianca | Yasmina Abdellaoui Benoît Dervaux | Bèlgica |

### Millor pel·lícula no europea
| Títol                   | Director       | Productor                                              | País         |
| ----------------------- | -------------- | ------------------------------------------------------ | ------------ |
| HANA-BI                 | Takeshi Kitano | Masayuki Mori                                          | Japó         |
| Jerry Maguire           | Cameron Crowe  | James L. Brooks                                        | Estats Units |
| Tothom diu "I love you" | Woody Allen    | Robert Greenhut                                        | Estats Units |
| Donnie Brasco           | Mike Newell    | Mark Johnson Barry Levinson Louis DiGiaimo Gail Mutrux | Estats Units |
| Swingers                | Doug Liman     | Victor Simpkins                                        | Estats Units |
| Romeo + Juliet          | Baz Luhrmann   | Gabriella Martinelli Baz Luhrmann                      | Estats Units |

### Premi a l'aportació al cinema mundial
- Milos Forman per L'escàndol de Larry Flynt

### Premi Fassbinder al descobriment europeu de l'any
- La Vie de Jésus de Bruno Dumont

### Premi a la carrera
- Jeanne Moreau

### Premi FIPRESCI
- Viatge al principi del món de Manoel de Oliveira

### Premis del Públic
- Millor actor - Javier Bardem
- Millor actriu - Jodie Foster
- Millor pel·lícula - The Full Monty

## Galeria

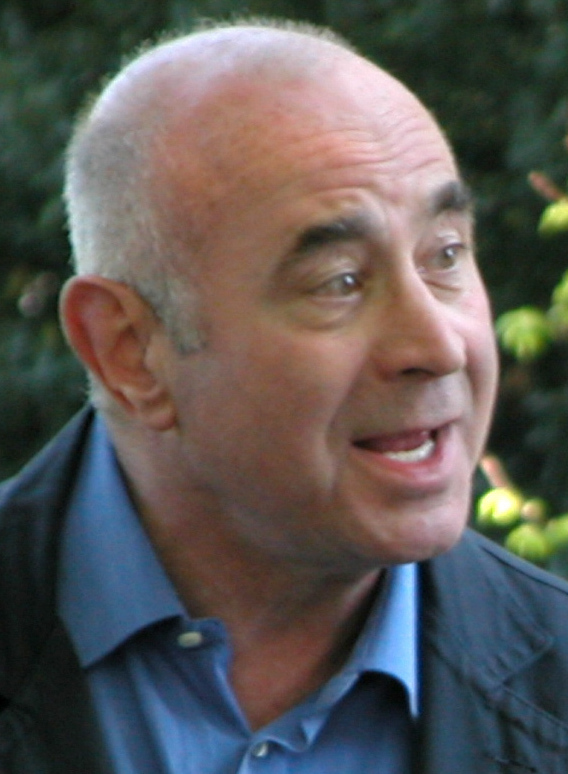
Bob Hoskins, millor actor
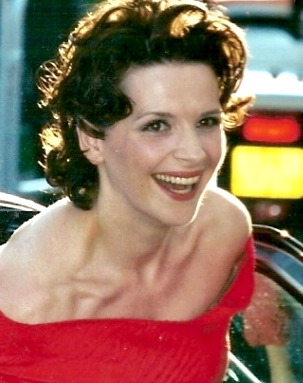
Juliette Binoche, millor actriu
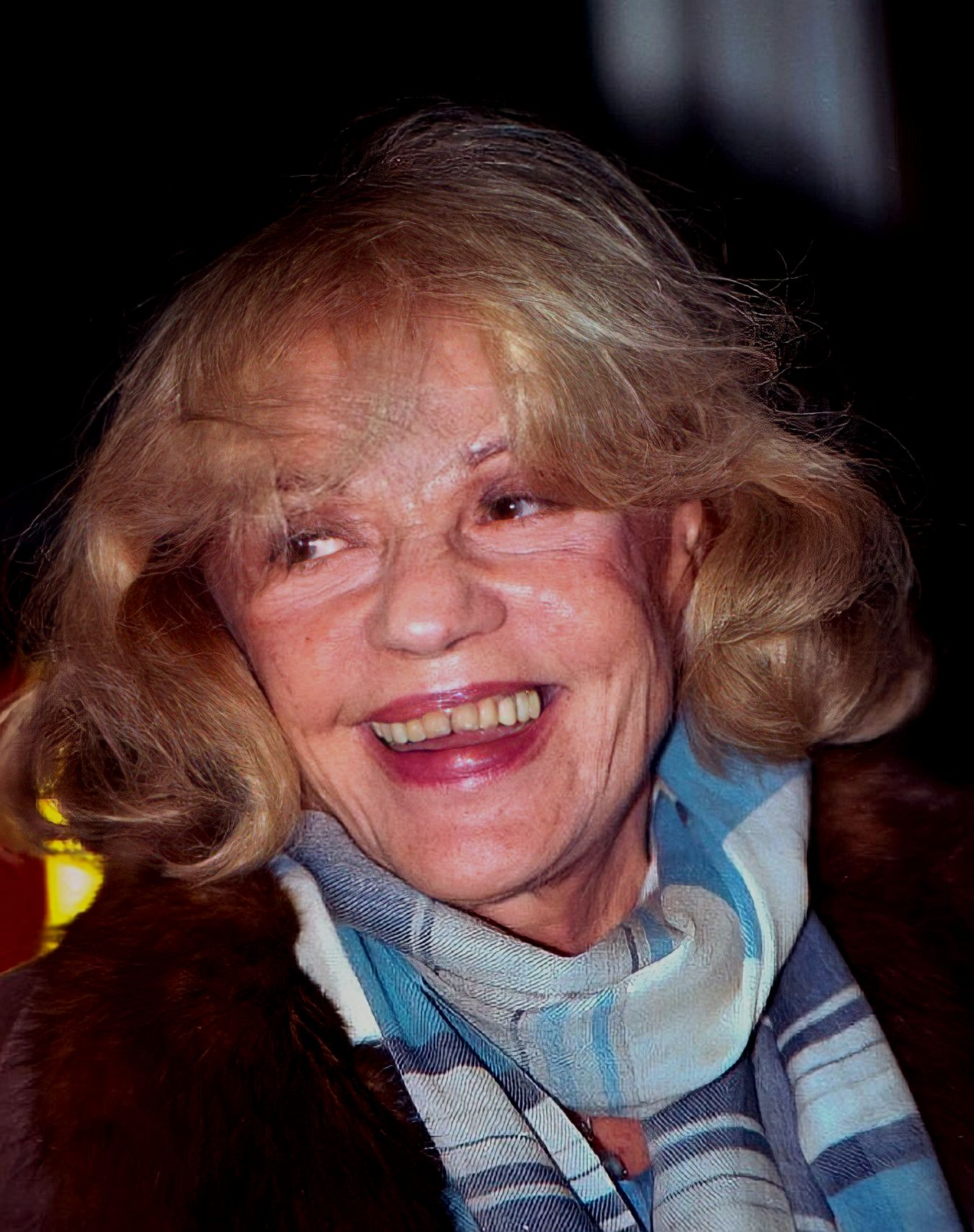
Jeanne Moreau, premi a la carrera
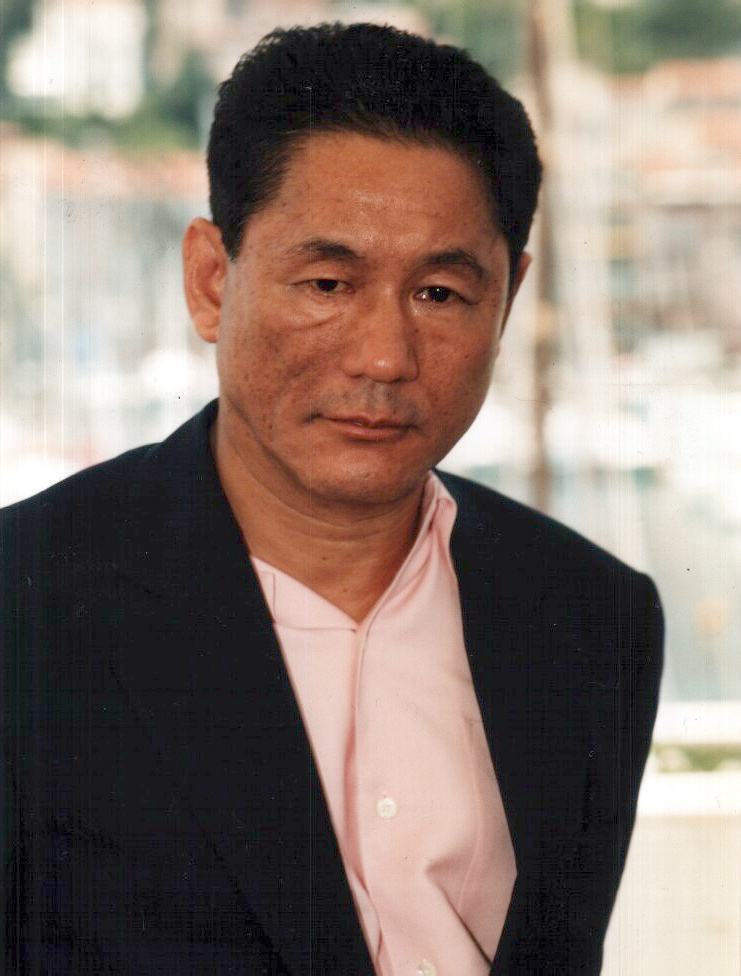
Takeshi Kitano, millor film no europeu
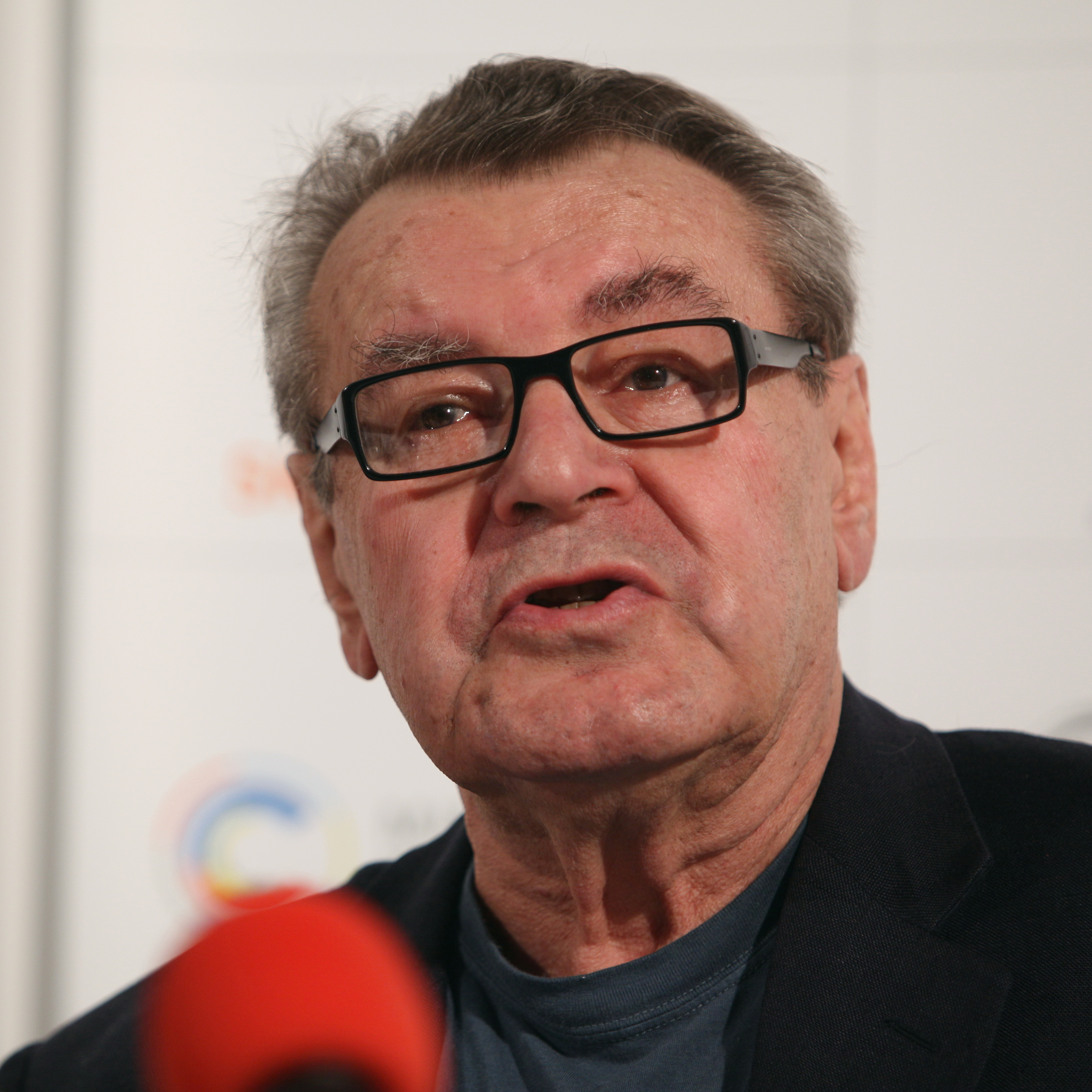
Milos Forman, millor aportació al cinema mundial
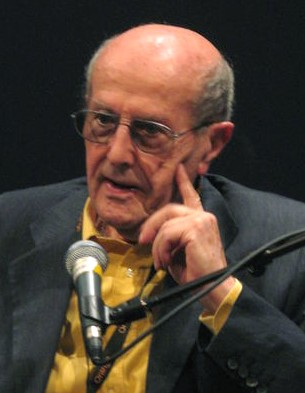
Manoel de Oliveira, premi Fipresci
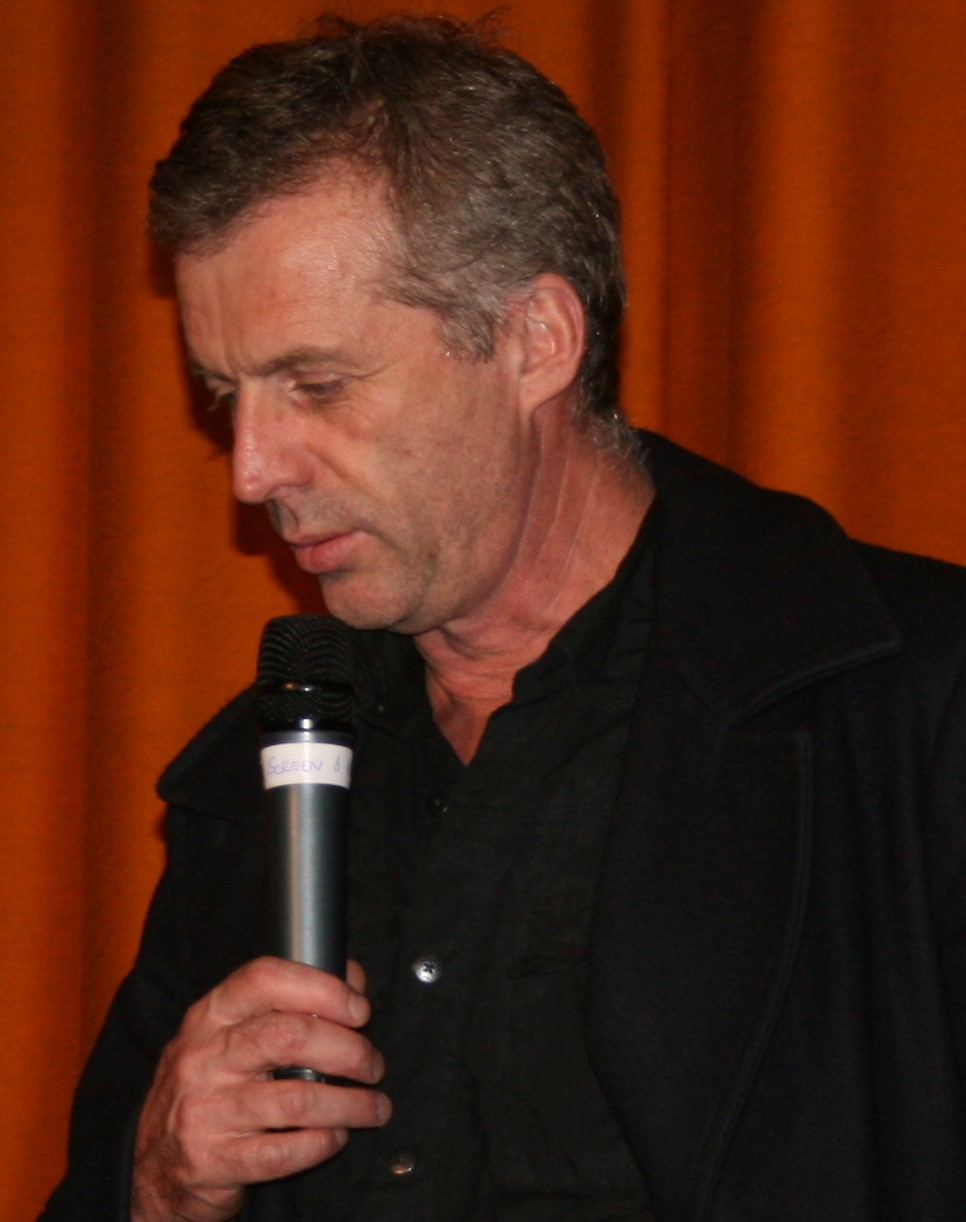
Bruno Dumont, premi revelació
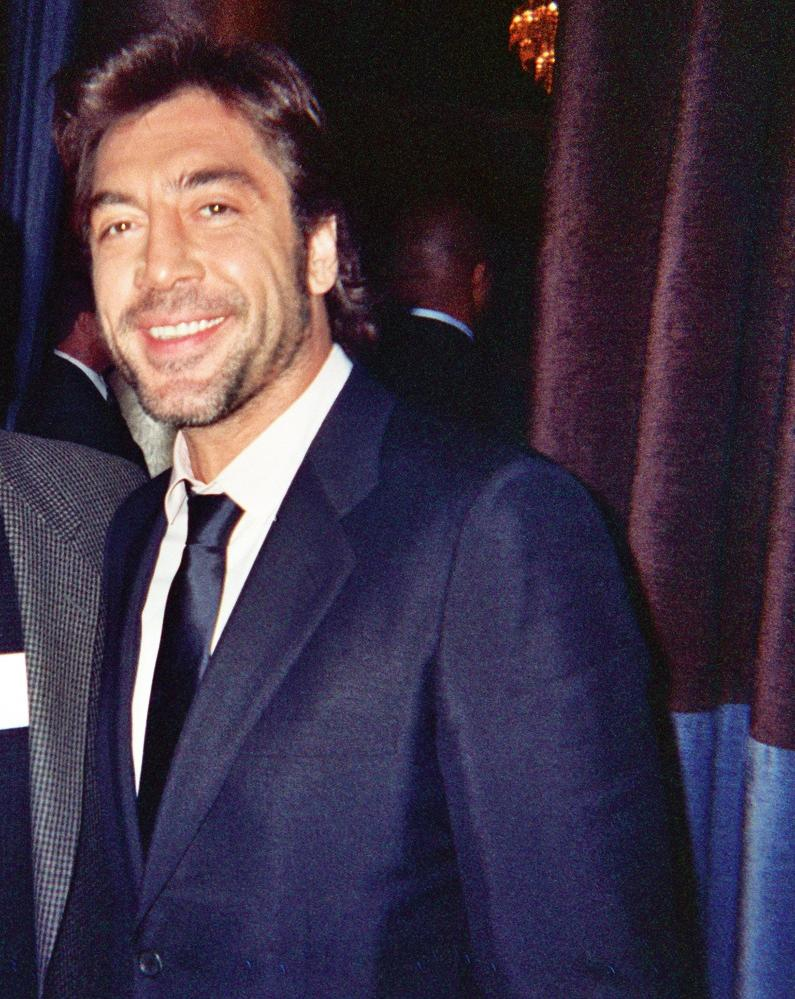
Javier Bardem, premi del públic (actor)
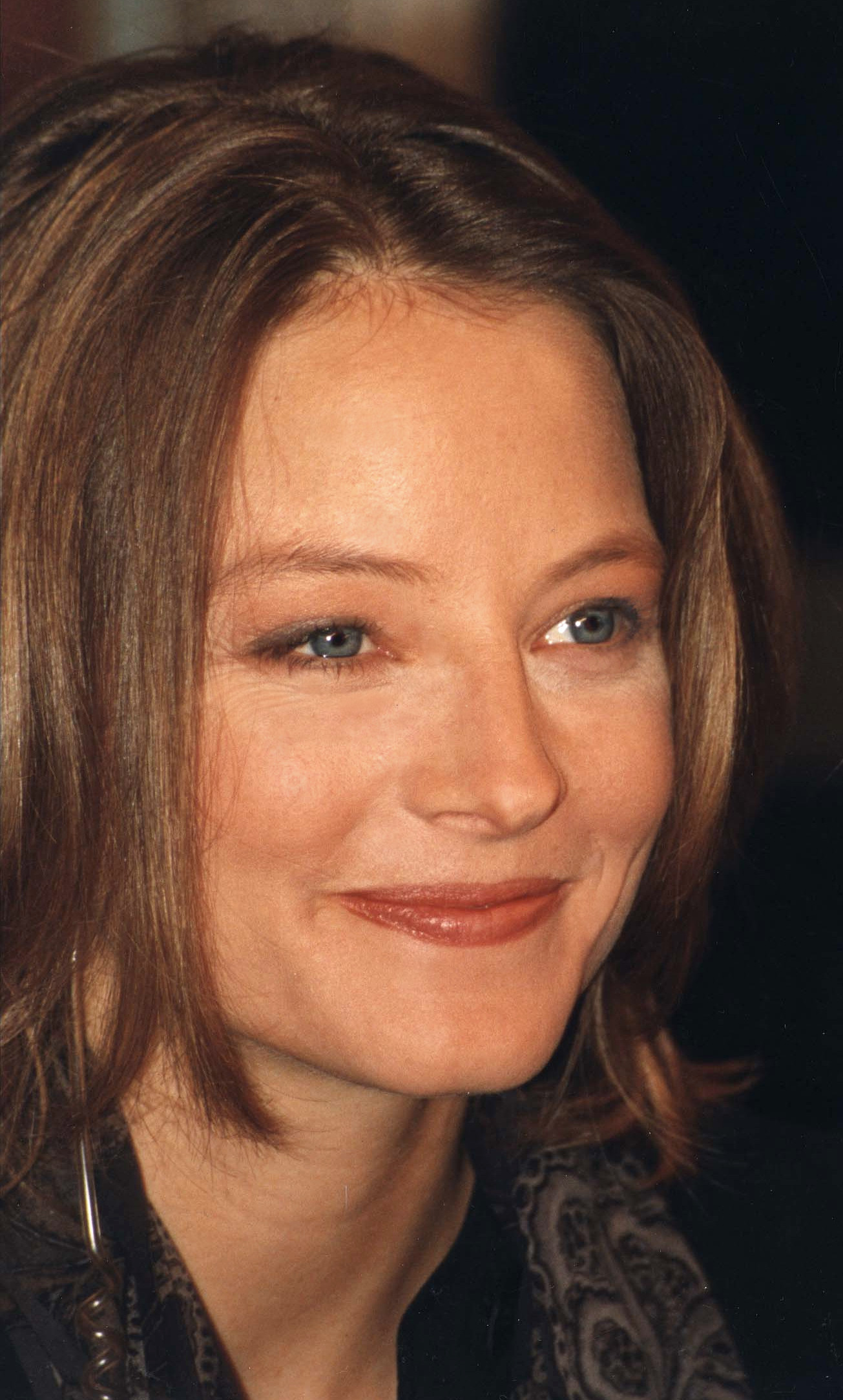
Jodie Foster, premi del públic (actriu)